# Strafkolonie Macquarie Harbour
Koordinaten: 42° 23′ 16,4″ S, 145° 26′ 55″ O
Die Strafkolonie Macquarie Harbour (englisch Macquarie Harbour Penal Station) befand sich im 19. Jahrhundert auf Van-Diemens-Land (heute Tasmanien). Sie lag im Westen auf der Insel Sarah Island innerhalb der Bucht Macquarie Harbour.
Das Lager, in dem hauptsächlich männliche Gefangene untergebracht waren, bestand von 1822 bis 1833. Während seiner nur 11-jährigen Existenz erhielt es den Ruf, eines der Lager mit den härtesten Bedingungen für Gefangene zu sein. Heute ist das Lager ein Teil des UNESCO-Welterbes.

## Geschichte

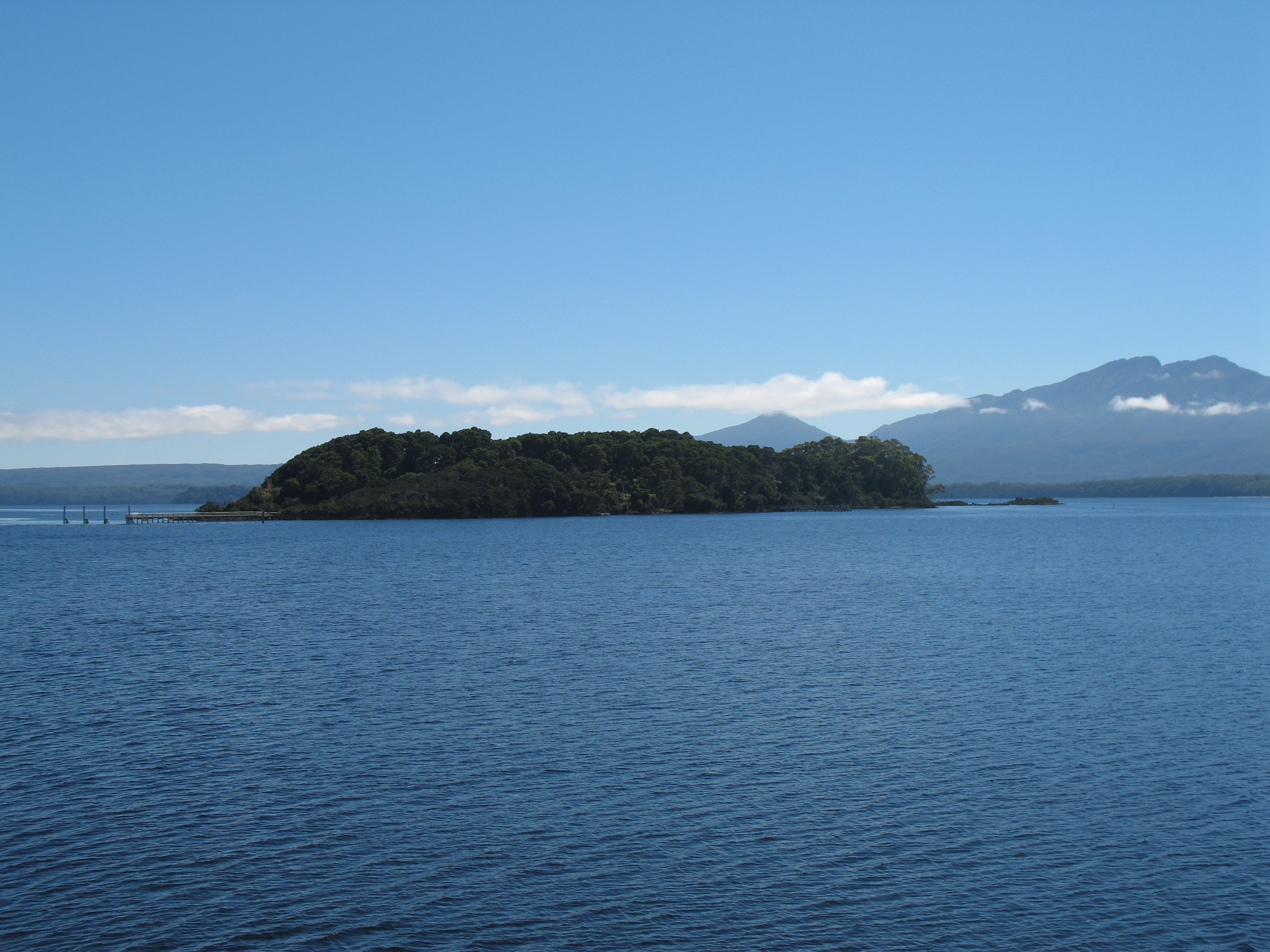
Sarah Island

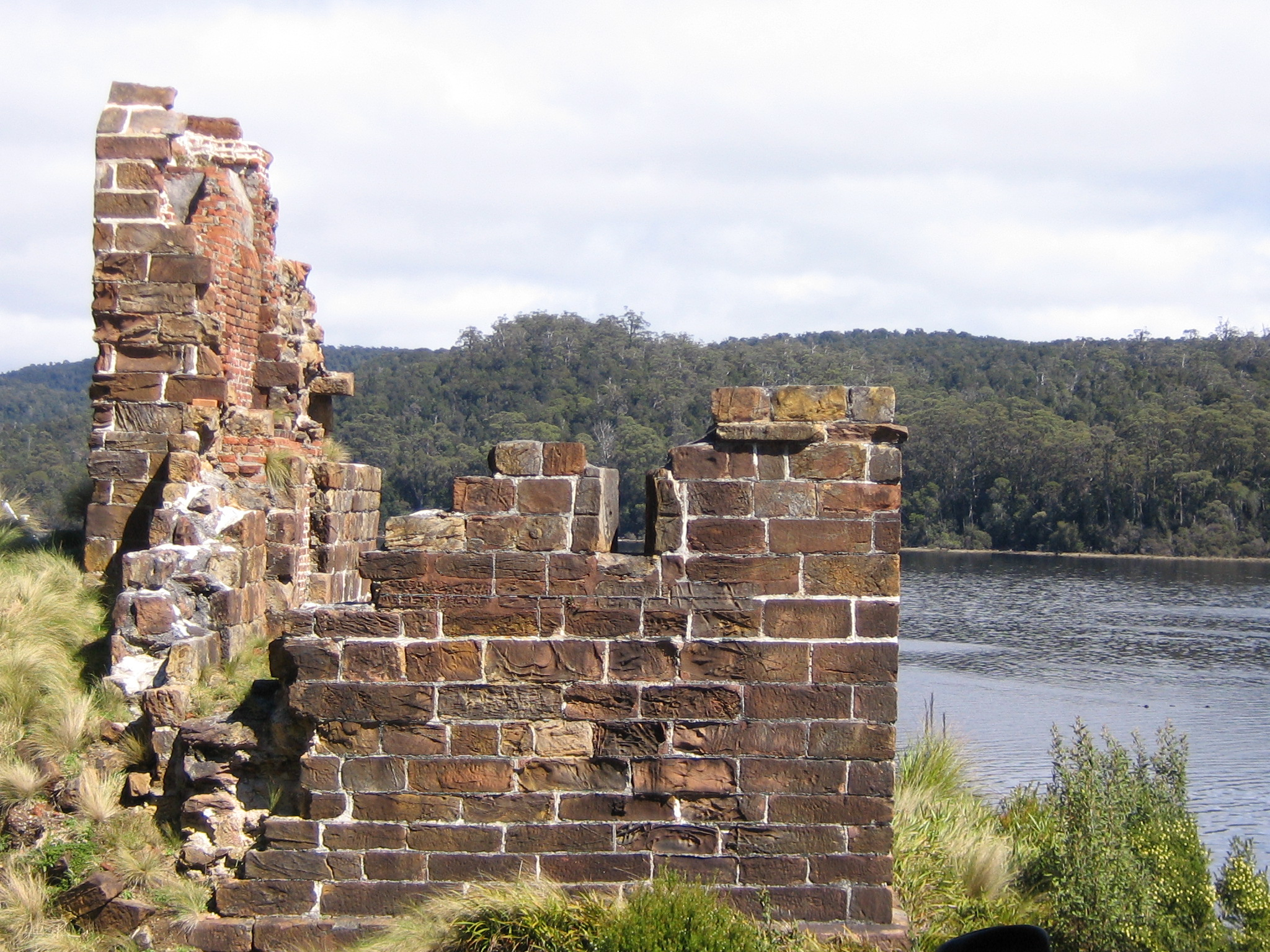
Ruinen des Gefängnisses auf Sarah Island

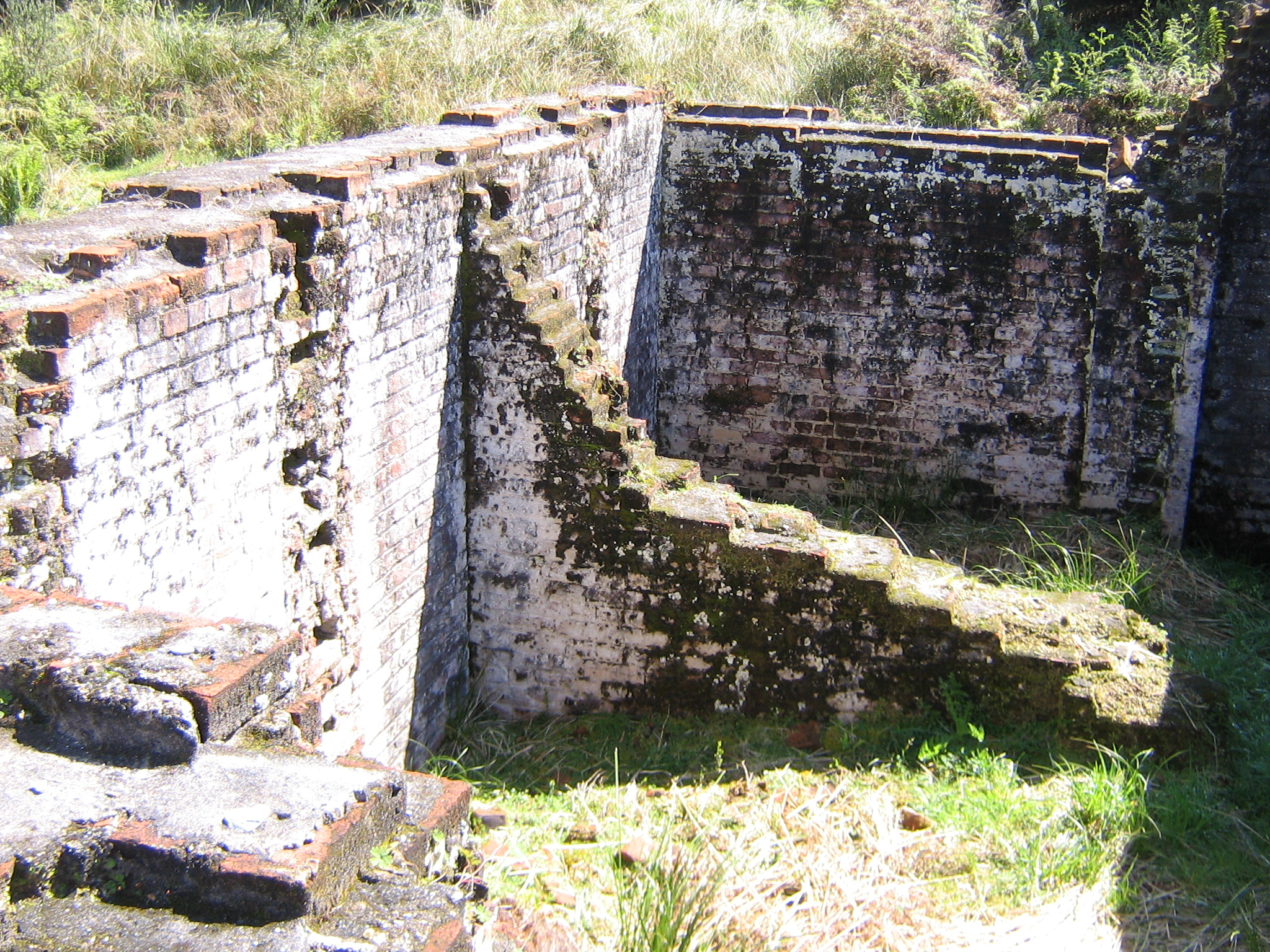
Überreste der Einzelzellen

Aufgrund der stetig wachsenden Zahl an in Australien ankommenden Häftlingen begann die Suche nach einem Standort für die Schwerverbrecher und Häftlinge, die in anderen australischen Strafkolonien erneut straffällig geworden waren. Sarah Island vor der tasmanischen Küste schien dafür wie geschaffen. Eine Flucht von der Insel wurde für weitgehend aussichtslos gehalten. Vorausgesetzt das Übersetzen auf das tasmanische Festland wäre gelungen, wären dort mehrere hundert Kilometer durch unwegsame Wildnis zu den damals wenigen Siedlungen im Osten Tasmaniens zurückzulegen gewesen.
Die Flucht auf dem Seeweg durch die Hell’s Gates, eine Meeresenge mit tückischen Strömungen und mehreren Untiefen, erschien ebenfalls so gut wie unmöglich. Zudem konnten dort kurz zuvor entdeckte Kohlevorkommen durch die Häftlinge ausgebeutet werden.
Im Januar 1822 erreichte die Brigg Sophia mit einer Abordnung von Soldaten sowie 66 männlichen und 8 weiblichen Gefangenen Sarah Island und es wurde mit dem Aufbau des Straflagers begonnen. Auf der kleinen benachbarten Insel Grummet Island wurden zunächst die wenigen weiblichen Häftlinge untergebracht, später wurden diese aufgrund „moralischer“ und „disziplinärer“ Schwierigkeiten auch nach Sarah Island geholt.
Getreu der Vorgabe des damaligen Vizegouverneurs von Tasmanien, George Arthur, sollten die Gefangenen zur Zwangsarbeit herangezogen werden, „even if it only consists of opening cavities and filling them up again.“
Nach Möglichkeit sollten die durch den Unterhalt der Strafkolonie entstehenden Ausgaben durch die Arbeit der Häftlinge gedeckt werden, was aber nie vollständig gelang. Die Häftlinge wurden zum Schiffsbau eingesetzt, da sich die dort vorkommende Kiefernart Lagarostrobos franklinii hervorragend dafür eignete. Nachdem nach und nach die Bewaldung der Insel zurückging, wurde auch das nahe Festland entlang des Gordon Rivers gerodet. Da die Insel, und mit ihr das Lager, nun permanent dem starken Wind der Roaring Forties ausgesetzt war, wurde ein Wall zum Schutz der Schiffswerft aufgestellt. Fähigere Häftlinge wurden mit der Zeit zu Schmieden und Schiff- oder Bootsbauern ausgebildet. Zeitweise bildete das Lager, das auf eine Gesamtproduktion von 113 Schiffen kam, die größte Schiffswerft Australiens. Der ursprüngliche Plan, in der Region vorhandene Kohlevorkommen abzubauen, erwies sich dagegen nach wenigen Jahren als undurchführbar, da sowohl die Kohle von schlechter Qualität war und es auch an erfahrenen Bergleuten mangelte.
Aufgrund der schlechten Bodenqualität konnte nur ein Teil der benötigten Nahrungsmittel vor Ort angebaut werden, und man blieb stets von Lieferungen auf dem Seeweg abhängig. Als Folge waren Unterernährung und Durchfall verbreitet, Skorbut gehörte unter den Häftlingen zur Tagesordnung. Insbesondere in den ersten Jahren war das Lager so überbelegt, dass die Häftlinge in den Baracken nicht einmal auf dem Rücken liegen konnten, sondern stets auf einer Seite liegend schlafen mussten. Zur Bestrafung bei Ungehorsam wurden die Sträflinge in Einzelhaft gebracht und regelmäßig ausgepeitscht.
Trotz des verbreitet schlechten Rufes existieren Berichte, die ein weniger raues Bild des Lagers vermitteln. So sollen 100 Häftlinge nach zwei Jahren wegen guter Führung entlassen worden sein.
Die dauerhafte Abhängigkeit der Kolonie von Schiffslieferungen in Verbindung mit der abgelegenen Lage der Insel sowie die Einrichtung einer neuen Strafkolonie in Port Arthur führten 1833 zur Schließung des Lagers. Die verbliebenen Häftlinge wurden schrittweise ins Lager nach Port Arthur verlegt. Insgesamt wurden in der Strafkolonie 1.200 Häftlinge verwahrt.

## Ausbruchsversuche
Die weitaus überwiegende Zahl der insgesamt über 180 Fluchtversuche misslang. Die Mehrheit der Häftlinge kam bei ihrem Fluchtversuch ums Leben. Einigen wenigen Insassen gelang die Flucht. Im Juni 1824 überwältigte eine Gruppe von Häftlingen – darunter Matthew Brady – ihren Aufseher, stahlen ein Boot und erreichten damit die tasmanische Hauptstadt Hobart. Brady wurde zwei Jahre später wieder gefasst.
1829 wurde das Schiff Cyprus auf dem Weg in Richtung Macquarie Harbour von einer Gruppe von Sträflingen entführt. Sieben Ausbrecher erreichten China, vier wurden auf dem Weg nach England identifiziert. Einer davon wurde hingerichtet, die anderen nach Macquarie Harbour zurückgebracht.
Im Januar 1834 wurde das letzte hergestellte Schiff – die Frederick – von den zehn Sträflingen gestohlen, die zurückbleiben sollten, um das Schiff fertigzustellen. Sie segelten nach Chile, wo sie an Land gingen. Sechs Mitglieder der Gruppe flüchteten weiter in Richtung Jamaika und Nordamerika, während die verbleibenden vier zunächst unbehelligt leben konnten. Nach dem Wechsel des dortigen Gouverneurs wurden sie jedoch erneut verhaftet und nach Hobart gebracht.
Der bekannteste Ausbrecher war Alexander Pearce, dem sogar zweimal die Flucht gelang, wobei er beide Male seine Mitausbrecher tötete und aß.

## Heutiger Zustand
Die Ruinen des Lagers sind heute als Sarah Island Historic Site besonders geschützt. Sie sind ein Teil der Tasmanian Wilderness World Heritage Area, die seit 1982 als UNESCO-Welterbe gelistet ist. Die Insel kann man von der Ortschaft Strahan aus per Fähre oder mit einem gecharterten Boot erreichen.